# Ротенбург (Горна Лужица)
Вижте пояснителната страница за други значения на Ротенбург.
Ротенбург (на немски: Rothenburg/Oberlausitz) е град в Германия, разположен в окръг Гьорлиц, провинция Саксония. Към 31 декември 2011 година населението на града е 5097 души.